# Stade du Centre sportif olympique de Pékin
 (mars 2025).
Si vous disposez d'ouvrages ou d'articles de référence ou si vous connaissez des sites web de qualité traitant du thème abordé ici, merci de compléter l'article en donnant les références utiles à sa vérifiabilité et en les liant à la section « Notes et références ».
Le stade du Centre sportif olympique (en chinois : 奧體中心體育場) est un stade multi-usages situé à Pékin en Chine.

## Histoire
Construit en 1990 à l'occasion des Jeux asiatiques, cette enceinte fait partie des 11 sites rénovés spécialement pour les Jeux olympiques d'été de 2008. Il a une superficie de 34 975 mètres carrés et une capacité de 40 000 spectateurs.
Le Stade du Centre sportif olympique accueille, lors des Jeux de Pékin, les épreuves de football et de pentathlon moderne (course et équitation).

## Liens
- (fr) Le Stade du Centre sportif olympique de Pékin sur le site des Jeux olympiques d'été de 2008